# Max Schneider
Maxwell George Schneider, född 21 juni 1992 på Manhattan, New York, är en amerikansk musiker, sångare, dansare, skådespelare och fotomodell.
5 juni 2010 gjorde han sitt första album "First Encounters" under artistnamnet MAX, och 10 februari 2013 släppte han sitt första studioalbum "Schneider Brother Covers". Sedan släppte han många covers och därefter kom "The Say Max - EP" som släpptes 13 maj 2014. EP:n "Ms. Anonymous" kom den 25 september 2015, där ingick succésingeln "Gibberish".
2018 släppte den svenska DJ-duon Galantis låten "Satisfied" tillsammans med MAX.

## Filmografi

### Filmer
- 2012 - Rags
- 2013 - The Last Keepers
- 2015 - Love and Mercy

### TV
- 2009 - Law & Order: Special Victims Unit
- 2010 - One Life to Live
- 2011 - Worldwide Day of Play
- 2011 - TeenNick HALO Awards
- 2012 - How to Rock
- 2012 - Figure It Out
- 2012 - Beauty & the Beast
- 2013 - Crisis

## Diskografi

### Studioalbum
- Schneider Brother Covers (2013)
- NWL (2015)
- Hell's Kitchen Angel (2016)

### Soundtrack
Rags (2012)